# Antiblemma erythromma
Antiblemma erythromma là một loài bướm đêm trong họ Erebidae.